# Llista de comtats de Colorado

Mapa dels comtats de l'estat de Colorado.

L'estat nord-americà de Colorado s'organitza en 64 comtats.
Dos d'aquests, la ciutat-comtat de Denver, que serveix com a capital de l'estat, i la ciutat-comtat de Broomfield, tenen governs de ciutat-comtat consolidat. De la resta de seixanta-dos comtats, tots operen sota la regla de Dillon excepte els dos que tenen govern autònom (Pitkin i Weld). Els comtats són unitats importants de govern a Colorado, ja que no hi ha municipis civils ni altres divisions civils menors.
El comtat més poblat de l'estat és el comtat d'El Paso amb més de 750 mil habitants segons l'estimació del cens de 2024. Mentre que el comtat de Hinsdale és el de menys població amb 747 habitants. Las Animas és el comtat més extens amb una superfície superior als 12.000 km², mentre que la ciutat-comtat de Broomfield és el de menys extensió amb 87 km² de superfície.
L'abreviació postal de Colorado és CO i el seu codi FIPS d'estat és el 08.

## Història
L'1 de novembre de 1861, el nou Territori de Colorado es va dividir en 17 comtats originals: Arapahoe, Boulder, Clear Creek, Costilla, Douglas, El Paso, Fremont, Gilpin, Guadalupe, Huerfano, Jefferson, Lake, Larimer, Park, Pueblo, Summit i Weld; a més de la Reserva Xeiene. Sis dies més tard, el nom del comtat de Guadalupe es va canviar pel de comtat de Conejos.
El 9 de febrer de 1866 es va crear el primer comtat nou, Las Animas, seguit de Saguache el desembre del mateix any. El comtat de Bent es va crear el febrer de 1870, seguit de Greenwood el mes següent. El 2 de febrer de 1874 es van crear els comtats de Grand i Elbert, i el 10 de febrer els comtats de La Plata, Hinsdale i Rio Grande. Greenwood va ser absorbit pel comtat de Bent el 5 de febrer. L'últim comtat creat al Territori de Colorado va ser el comtat de San Juan, creat just tres mesos abans de la seva creació com a estat.
Quan Colorado va esdevenir en estat de la Unió l'1 d'agost de 1876, només tenia 26 comtats. El gener de 1877 es van formar els comtats de Routt i Ouray, seguits dels comtats de Gunnison i Custer al març. El febrer de 1879 es va crear el comtat de Chaffee. Del 8 al 10 de febrer de 1879, el comtat de Lake va passar a anomenar-se comtat de Carbonate. El 1881 es van crear els comtats de Dolores i Pitkin. El 1883 es van crear els comtats de Montrose, Mesa, Garfield, Eagle, Delta i San Miguel, deixant el nombre total de comtats en 39. El nombre va augmentar a 40 el 1885 amb la creació del comtat d'Archuleta el 14 d'abril. El comtat de Washington i el comtat de Logan es van crear tots dos el 1887. Entre el 19 de febrer i el 16 d'abril de 1889 es van formar els comtats de Morgan, Yuma, Cheyenne, Otero, Rio Blanco, Phillips, Sedgwick, Kiowa, Kit Carson, Lincoln, Prowers, Baca i Montezuma, elevant el nombre total a 55. El 1900 s'hi havien afegit els comtats de Mineral i Teller. El 15 de novembre de 1902, el comtat d'Arapahoe es va dividir en els comtats d'Adams i South Arapahoe, i Denver es va reconstituir com una ciutat-comtat consolidada a partir de parts dels dos comtats recentment creats l'1 de desembre de 1902. El 1912, ja s'havien creat els comtats de Jackson, Moffat i Crowley. Alamosa va ser creat el 1913. El 2001, Broomfield es va reconstituir com a ciutat-comtat consolidada a partir de parts dels comtats d'Adams, Boulder, Jefferson i Weld, fet que va elevar el nombre total a 64 comtats.

## Comtats actuals
| Nom del comtat | Seu del comtat      | Data de creació | Origen | Etimologia del nom | Població (2024) | Superfície | Mapa                  |
| -------------- | ------------------- | --------------- | --- | --- | --------------- | ---------- | --------------------- |
| Adams          | Brighton            | 1902            | Separat del comtat d'Arapahoe.                                                                               | Per Alva Adams, el cinquè, desè i catorzè governador de l'estat.                                                                                                 | 542.973         | 3.062 km²  | Comtat d'Adams        |
| Alamosa        | Alamosa             | 1913            | A partir dels comtats de Costilla i Conejos.                                                                 | Pels pollancres (Populus) que creixen al llarg del rio Grande i els seus afluents.                                                                               | 16.689          | 1.873 km²  | Comtat d'Alamosa      |
| Arapahoe       | Littleton           | 1861            | Comtat original. Rebatejat com a Comtat de South Arapahoe del 15 de novembre de 1902 a l'11 d'abril de 1903. | Per la nació Arapaho. | 666.918         | 2.083 km²  | Comtat d'Arapahoe     |
| Archuleta      | Pagosa Springs      | 1885            | A partir del comtat de Conejos.                                                                              | Pel senador estatal de Colorado Antonio D. Archuleta i el seu pare, José Manuel Archuleta.                                                                       | 14.112          | 3.508 km²  | Comtat d'Archuleta    |
| Baca           | Springfield         | 1889            | A partir del comtat de Las Animas.                                                                           | Per Felipe Baca, legislador estatal. | 3.367           | 6.626 km²  | Comtat de Baca        |
| Bent           | Las Animas          | 1870            | A partir del comtat de Huerfano i antiga terra tribal Xeiene i Arapaho.                                      | Pel comerciant William Bent. | 5.779           | 3.991 km²  | Comtat de Bent        |
| Boulder        | Boulder             | 1861            | Comtat original.                                                                                             | Per l'abundància de blocs de granit al llarg del Boulder Creek.                                                                                                  | 330.262         | 1.918 km²  | Comtat de Boulder     |
| Broomfield     | Broomfield          | 2001            | A partir dels comtats d'Adams, Boulder, Jefferson i Weld i reorganitzat com a ciutat-comtat consolidat.      | Pels camps de sorgo bicolor que antigament es conreava a la zona.                                                                                                | 78.323          | 87 km²     | Comtat de Broomfield  |
| Chaffee        | Salida              | 1879            | A partir del comtat de Carbonate.                                                                            | Per Jerome Bunty Chaffee, un dels dos primers senadors dels Estats Units de l'estat.                                                                             | 20.780          | 2.627 km²  | Comtat de Chaffee     |
| Cheyenne       | Cheyenne Wells      | 1889            | A partir dels comtats de Bent i Elbert.                                                                      | Per la nació xeiene. | 1.712           | 4.615 km²  | Comtat de Cheyenne    |
| Clear Creek    | Georgetown          | 1861            | Comtat original.                                                                                             | Pel riu Clear Creek. | 9.076           | 1.027 km²  | Comtat de Clear Creek |
| Conejos        | Conejos             | 1861            | El comtat original de Guadalupe es va rebatejar amb el nom de Conejos el 7 de novembre de 1861.              | Per la quantitat de conills de la zona. | 7.549           | 3.342 km²  | Comtat de Conejos     |
| Costilla       | San Luis            | 1861            | Comtat original.                                                                                             | Pel riu Costilla Creek. | 3.686           | 3.184 km²  | Comtat de Costilla    |
| Crowley        | Ordway              | 1911            | A partir del comtat d'Otero.                                                                                 | Per John H. Crowley, senador estatal. | 5.600           | 2.073 km²  | Comtat de Crowley     |
| Custer         | Westcliffe          | 1877            | A partir del comtat de Fremont.                                                                              | Per George Armstrong Custer, oficial de cavalleria dels Estats Units durant la Guerra Civil i les guerres índies.                                                | 5.553           | 1.915 km²  | Comtat de Custer      |
| Delta          | Delta               | 1883            | A partir del comtat de Gunnison.                                                                             | Per la ciutat de Delta i aquesta per estar ubicada al delta del riu Uncompahgre.                                                                                 | 32.215          | 2.977 km²  | Comtat de Delta       |
| Denver         | Denver              | 1902            | A partir dels comtats d'Arapahoe i Adams, i reorganitzat com a ciutat-comtat consolidat.                     | Per James W. Denver, governador del Territori de Kansas. | 729.019         | 403 km²    | Comtat de Denver      |
| Dolores        | Dove Creek          | 1881            | A partir del comtat d'Ouray.                                                                                 | Pel riu Dolores, originalment anomenat Nuestra Senora de los Dolores.                                                                                            | 2.467           | 2.789 km²  | Comtat de Dolores     |
| Douglas        | Castle Rock         | 1861            | Comtat original.                                                                                             | Per Stephen Arnold Douglas, senador d'Illinois. | 393.995         | 2.182 km²  | Comtat de Douglas     |
| Eagle          | Eagle               | 1883            | A partir del comtat de Summit.                                                                               | Pel riu Eagle, tributari del Colorado, que neix al sud-est del comtat.                                                                                           | 54.330          | 4.405 km²  | Comtat d'Eagle        |
| El Paso        | Colorado Springs    | 1861            | Comtat original.                                                                                             | Pel pas de muntanya d'Ute, que connecta les Grans Planes amb South Park i que abans estava situat dins del comtat.                                               | 752.772         | 5.513 km²  | Comtat d'El Paso      |
| Elbert         | Kiowa               | 1874            | A partir del comtat de Douglas.                                                                              | Per Samuel Hitt Elbert, sisè governador del Territori de Colorado.                                                                                               | 29.382          | 4.789 km²  | Comtat d'Elbert       |
| Fremont        | Cañon City          | 1861            | Comtat original.                                                                                             | Per John Charles Frémont, explorador i polític estatunidenc. | 50.093          | 3.971 km²  | Comtat de Fremont     |
| Garfield       | Glenwood Springs    | 1883            | A partir del comtat de Summit.                                                                               | Per James Abram Garfield, vintè president dels Estats Units. | 63.167          | 7.662 km²  | Comtat de Garfield    |
| Gilpin         | Central City        | 1861            | Comtat original.                                                                                             | Per William Gilpin, governador del Territori de Colorado. | 5.963           | 389 km²    | Comtat de Gilpin      |
| Grand          | Hot Sulphur Springs | 1874            | A partir del comtat de Summit.                                                                               | A principis del segle XIX, el tram del riu Colorado per sobre de la confluència del riu Green a Utah va ser conegut pels caçadors de pells com el "Grand River". | 16.154          | 4.839 km²  | Comtat de Grand       |
| Gunnison       | Gunnison            | 1877            | A partir del comtat de Lake.                                                                                 | Per John Williams Gunnison, explorador i oficial estatunidenc.                                                                                                   | 17.310          | 8.441 km²  | Comtat de Gunnison    |
| Hinsdale       | Lake City           | 1874            | A partir del comtats de Conejos, Costilla i Lake.                                                            | Per George A. Hinsdale, tinent governador del territori de Colorado.                                                                                             | 747             | 2.909 km²  | Comtat de Hinsdale    |
| Huerfano       | Walsenburg          | 1861            | Comtat original.                                                                                             | Per Huerfano Butte, un banyó volcànic a la riba sud del riu Huerfano.                                                                                            | 6.988           | 4.124 km²  | Comtat de Huerfano    |
| Jackson        | Walden              | 1909            | A partir del comtat de Larimer.                                                                              | Per Andrew Jackson, setè president dels Estats Units d'Amèrica.                                                                                                  | 1.273           | 4.195 km²  | Comtat de Jackson     |
| Jefferson      | Golden              | 1861            | Comtat original.                                                                                             | Pel Territori de Jefferson, i alhora per Thomas Jefferson, tercer president dels Estats Units d'Amèrica i un dels pares fundadors.                               | 578.533         | 2.002 km²  | Comtat de Jefferson   |
| Kiowa          | Eads                | 1889            | A partir del comtat de Bent.                                                                                 | Per la nació kiowa. | 1.392           | 4.625 km²  | Comtat de Kiowa       |
| Kit Carson     | Burlington          | 1889            | A partir del comtat d'Elbert.                                                                                | Per Christopher Carson, més conegut com a Kit Carson, explorador, agent indígena i resident de la Frontera dels Estats Units.                                    | 7.080           | 5.601 km²  | Comtat de Kit Carson  |
| La Plata       | Durango             | 1874            | A partir dels comtats de Conejos i Lake.                                                                     | Pels nombrosos jaciments d'argent que hi ha a la zona. | 56.823          | 4.404 km²  | Comtat de La Plata    |
| Lake           | Leadville           | 1861            | Comtat original. Anomenat com a comtat de Carbonate del 8 al 10 de febrer de 1879.                           | Per Twin Lakes, dos llacs alpins al sud de la ciutat de Leadville.                                                                                               | 7.369           | 993 km²    | Comtat de Lake        |
| Larimer        | Fort Collins        | 1861            | Comtat original.                                                                                             | Per William Larimer Jr., empresari, militar i polític, fundador de Denver.                                                                                       | 374.574         | 6.816 km²  | Comtat de Larimer     |
| Las Animas     | Trinidad            | 1866            | A partir del comtat de Huerfano.                                                                             | Pel riu Purgatoire, que originalment va rebre el nom del Rio de las Animas Perdidas.                                                                             | 14.518          | 12.363 km² | Comtat de Las Animas  |
| Lincoln        | Hugo                | 1889            | A partir delsa comtat de Bent i Elbert.                                                                      | Per Abraham Lincoln, setzè president dels Estats Units. | 5.598           | 6.696 km²  | Comtat de Lincoln     |
| Logan          | Sterling            | 1887            | A partir del comtat de Weld.                                                                                 | Per John A. Logan, polític i militar durant la Guerra de Mèxic-Estats Units i la Guerra Civil.                                                                   | 20.755          | 4.779 km²  | Comtat de Logan       |
| Mesa           | Grand Junction      | 1883            | A partir del comtat de Gunnison.                                                                             | Per les muntanyes en forma de mesa de la zona. | 161.260         | 8.665 km²  | Comtat de Mesa        |
| Mineral        | Creede              | 1893            | A partir dels comtat de Hinsdale, Rio Grande i Saguache.                                                     | Pels abundants jaciments minerals que es troben a la zona. | 933             | 2.274 km²  | Comtat de Mineral     |
| Moffat         | Craig               | 1911            | A partir del comtat de Routt.                                                                                | Per David Moffat, financer i industrial estatunidenc. | 13.142          | 12.318 km² | Comtat de Moffat      |
| Montezuma      | Cortez              | 1889            | A partir del comtat de La Plata.                                                                             | Per Moctezuma II, novè emperador asteca de Tenochtitlan. | 26.841          | 5.273 km²  | Comtat de Montezuma   |
| Montrose       | Montrose            | 1883            | A partir del comtat de Gunnison.                                                                             | Per Montrose, poblablement anomenada així per la novel·la A Legend of Montrose, publicada el 1819 per Walter Scott.                                              | 44.806          | 5.818 km²  | Comtat de Montrose    |
| Morgan         | Fort Morgan         | 1889            | A partir del comtat de Weld.                                                                                 | Per l'antic Fort Morgan, que al seu torn va ser anomenat en honor del coronel de l'exèrcit dels Estats Units Christopher A. Morgan.                              | 30.300          | 3.351 km²  | Comtat de Morgan      |
| Otero          | La Junta            | 1889            | A partir del comtat de Bent.                                                                                 | Per Miguel Antonio Otero, polític estatunidenc del Territori de Nou Mèxic.                                                                                       | 17.991          | 3.283 km²  | Comtat d'Otero        |
| Ouray          | Ouray               | 1877            | A partir dels comtats de Hinsdale i Lake. Rebatejat com a comtat d'Uncompaghre durant quatre dies el 1883.   | Per Ouray, cabdill de la tribu Ute. | 5.197           | 1.405 km²  | Comtat d'Ouray        |
| Park           | Fairplay            | 1861            | Comtat original.                                                                                             | Per South Park, una praderia plana que ocupa la major part del comtat.                                                                                           | 18.316          | 5.722 km²  | Comtat de Park        |
| Phillips       | Holyoke             | 1889            | A partir del comtat de Logan.                                                                                | Per R.O. Phillips, secretari de la Lincoln Land Company, que venia granges de la zona.                                                                           | 4.488           | 1.783 km²  | Comtat de Phillips    |
| Pitkin         | Aspen               | 1881            | A partir del comtat de Gunnison.                                                                             | Per Frederick Walker Pitkin, segon governador de l'estat de Colorado.                                                                                            | 16.643          | 2.513 km²  | Comtat de Pitkin      |
| Prowers        | Lamar               | 1889            | A partir del comtat de Bent.                                                                                 | Per John W. Prowers, un pioner de la vall del riu Arkansas. | 11.957          | 4.261 km²  | Comtat de Prowers     |
| Pueblo         | Pueblo              | 1861            | Comtat original.                                                                                             | Per la històrica ciutat de Pueblo. | 169.866         | 6.208 km²  | Comtat de Pueblo      |
| Rio Blanco     | Meeker              | 1889            | A partir del comtat de Garfield.                                                                             | Per riu White, que originalment es deia Río Blanco en castellà.                                                                                                  | 6.607           | 8.356 km²  | Comtat de Rio Blanco  |
| Rio Grande     | Del Norte           | 1874            | A partir dels comtats de Costilla i Conejos.                                                                 | Pel Rio Grande, que travessa el comtat. | 11.132          | 2.365 km²  | Comtat de Rio Grande  |
| Routt          | Steamboat Springs   | 1877            | A partir del comtat de Grand.                                                                                | Per John Long Routt, primer governador de l'estat de Colorado.                                                                                                   | 25.243          | 6.118 km²  | Comtat de Routt       |
| Saguache       | Saguache            | 1866            | A partir dels comats de Costilla i Lake.                                                                     | Per un substantiu de la llengua ute que significa "dunes de sorra".                                                                                              | 6.670           | 8.206 km²  | Comtat de Saguache    |
| San Juan       | Silverton           | 1876            | A partir del comtat de Lake.                                                                                 | Pel riu San Juan i les muntanyes San Juan, que al seu torn van rebre el nom per sant Joan Evangelista.                                                           | 821             | 1.007 km²  | Comtat de San Juan    |
| San Miguel     | Telluride           | 1883            | A partir del comtat de San Juan.                                                                             | Pel riu San Miguel i les muntanyes San Miguel, que al seu torn van rebre el nom de sant Miquel Arcàngel.                                                         | 7.819           | 3.343 km²  | Comtat de San Miguel  |
| Sedgwick       | Julesburg           | 1889            | A partir del comtat de Logan.                                                                                | Per Fort Sedgwick, que al seu torn va rebre el nom per John Sedgwick, general de l'exèrcit dels Estats Units.                                                    | 2.257           | 1.421 km²  | Comtat de Sedgwick    |
| Summit         | Breckenridge        | 1861            | Comtat original.                                                                                             | Pels nombrosos cims d'alta muntanya de la zona. | 30.882          | 1.603 km²  | Comtat de Summit      |
| Teller         | Cripple Creek       | 1899            | A partir dels comtats d'El Paso i Fremont.                                                                   | Per Henry Moore Teller, senador per Colorado i secretari de l'Interior dels Estats Units.                                                                        | 24.862          | 1.447 km²  | Comtat de Teller      |
| Washington     | Akron               | 1887            | A partir del comtat de Weld.                                                                                 | Per George Washington, primer president dels Estats Units i considerat un dels Pares Fundadors.                                                                  | 4.771           | 6.534 km²  | Comtat de Washington  |
| Weld           | Greeley             | 1861            | Comtat original.                                                                                             | Per Lewis Ledyard Weld, primer secretari del Territori de Colorado.                                                                                              | 369.745         | 10.396 km² | Comtat de Weld        |
| Yuma           | Wray                | 1889            | A partir del comtat de Washington.                                                                           | Per la nació quechan, coneguda com a yuma. | 10.048          | 6.137 km²  | Comtat de Yuma        |